# Ernst Busch (oficer)

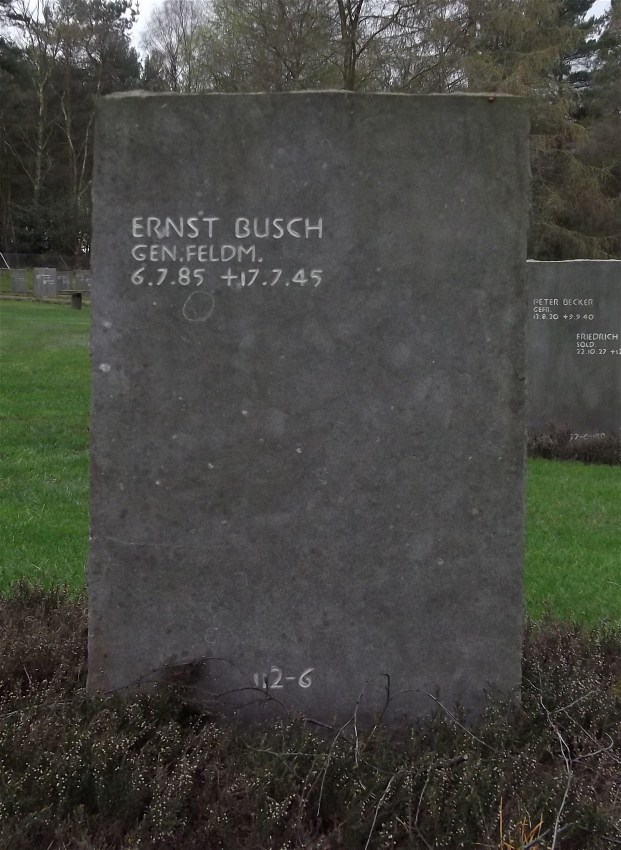
Grób feldmarszałka Ernsta Buscha

Ernst Wilhelm Bernhard Busch (ur. 6 lipca 1885 w Essen-Steele, zm. 17 lipca 1945 w Aldershot) – niemiecki wojskowy, feldmarszałek, dowódca VIII Korpusu Armijnego, 16 Armii, grup armii „Środek” i „H”, naczelny dowódca wojsk niemieckich na Północnym Zachodzie (1945). Uczestnik I i II wojny światowej.

## Życiorys
Urodził się w Essen-Steele w Niemczech jako syn dyrektora sierocińca. Uczęszczał do szkoły kadetów. Do armii wstąpił w 1904, w 1913 ukończył akademię wojskową ze stopniem podporucznika. W czasie I wojny światowej służył na froncie zachodnim w pułku piechoty „Vogel von Falkenstein” nr 56,  w 1918 odznaczony orderem Pour le Mérite. Po wojnie pozostał w wojsku i został Inspektorem Oddziałów Transportowych. W 1930 otrzymał promocję na stopień na podpułkownika i objął dowództwo 9 Pułku Piechoty. W 1935 awansował na stopień generała majora i został dowódcą 23. Dywizji. 1 października 1937 otrzymał awans na generała porucznika. Podczas napięć w 1938 roku między Hitlerem a dwoma wyższymi oficerami Wehrmachtu, Wernerem von Blombergem i Wernerem von Fritschem, Busch stanął po stronie Hitlera. Postawienie na führera przyniosło mu szybki awans do stopnia generała piechoty i stanopwisko dowódcy Wehrkreis VIII we Wrocławiu z jednoczesnym dowództwem VIII Korpusu, z którym odbył kampanię w Polsce, jako podkomendny generała Lista.
Na froncie zachodnim w 1940 dowodził 16 Armią. Za tę kampanię odznaczony został Krzyżem Rycerskim Krzyża Żelaznego. 19 lipca 1940 awansowany do stopnia generała pułkownika.
Busch wziął udział w operacji Barbarossa, początkowo jako dowódca 16 Armii. Dowodzone przez niego oddziały zajęły Demiańsk i wzięły udział w blokadzie Leningradu. Następnie Busch zmuszony został do wycofania swoich oddziałów w wyniku ofensywy Armii Czerwonej. Zajął pozycje wzdłuż linii Staraja – Ostaszków i za obronę tej pozycji mianowany został feldmarszałkiem. W latach 1943–1944 dowodził Grupą Armii Środek, ale większość jego oddziałów została zniszczona podczas walk na Białorusi. W lipcu 1944 roku został odwołany i zastąpiony przez feldmarszałka Modela.
Ponownie objął komendę 15 kwietnia 1945. Dowodził na froncie zachodnim. Trzon jego sił stanowiła 1 Armia Spadochronowa. Oddziały Buscha próbowały bezskutecznie powstrzymać wojska alianckie. 3 maja 1945 feldmarszałek Busch poddał się wojskom marszałka Montgomery’ego w okolicach Lüneburga. Zmarł 17 lipca 1945 jako jeniec w obozie w Aldershot w Anglii.
Pochowany jest na niemieckim cmentarzu wojskowym w Cannock Chase.
Według słów historyka, był flegmatycznym mężczyzną o grubych rysach i wielkiej wytrzymałości fizycznej. Pole bitwy nie było mu obce, (...) jego odwaga również nie budziła wątpliwości (...). Największymi wadami Buscha jako dowódcy [były] brak wyobraźni, mała giętkość umysłu i uległość wobec Hitlera w krytycznych chwilach. Jeśli chodzi o rolę czołgów w bitwie, był wręcz typowym konserwatystą.